# Piotrów (województwo świętokrzyskie)
Piotrów – wieś w Polsce, położona w województwie świętokrzyskim, w powiecie ostrowieckim, w gminie Waśniów.
| SIMC    | Nazwa          | Rodzaj    |
| ------- | -------------- | --------- |
| 0276274 | Pod Brzezinami | część wsi |

W latach 1975–1998 miejscowość należała administracyjnie do województwa kieleckiego.
Był wsią klasztoru norbertanek buskich w województwie sandomierskim w ostatniej ćwierci XVI wieku. 